# Boeslunde
Boeslunde er en lille by på Sydvestsjælland med 759 indbyggere  (2024). Boeslunde er beliggende i Boeslunde Sogn syv kilometer nord for Skælskør, ni kilometer øst for Korsør og 14 kilometer syd for Slagelse. Byen hører til Slagelse Kommune og er beliggende i Region Sjælland.
Boeslunde Kirke og Boeslunde Skole ligger i byen.
I og omkring byen er der siden midten af 1800-tallet blev gjort en lang række store guldfund, der vidner om, at området har været et vigtigt centrum i bronzealderen.